# Melitaea pekinensis
Melitaea pekinensis is een vlinder uit de familie Nymphalidae. De wetenschappelijke naam van de soort is voor het eerst geldig gepubliceerd in 1908 door Adalbert Seitz.